# Wieniec (gmina)
Wieniec (do 1921 Pikutkowo) – dawna gmina wiejska istniejąca w latach 1921–1954 roku w woj. warszawskim, pomorskim i bydgoskim. Siedzibą władz gminy był Wieniec.
Gmina Wieniec powstała 21 października 1921 roku w powiecie włocławskim w woj. warszawskim, w związku z przemianowaniem gminy Pikutkowo na Wieniec. 1 lipca 1924 od gminy Wieniec odłączono kolonię Karaskowo, którą włączono do miasta Brześć Kujawski. 1 kwietnia 1938 roku gminę wraz z całym powiatem włocławskim przeniesiono do woj. pomorskiego.
Po wojnie gmina weszła w skład terytorialnie zmienionego woj. pomorskiego, przemianowanego 6 lipca 1950 roku na woj. bydgoskie. Według stanu z 1 lipca 1952 roku gmina była podzielona na 12 gromad.
Gmina została zniesiona 29 września 1954 roku wraz z reformą wprowadzającą gromady w miejsce gmin. Jednostki nie przywrócono 1 stycznia 1973 roku po reaktywowaniu gmin, a jej obszar wszedł głównie w skład nowej gminy Brześć Kujawski.
Nie mylić z gminą Iwieniec.